# Прапор Мелітополя
Пра́пор Меліто́поля затверджений 29 серпня 2003 р. рішенням Мелітопольської міської ради.

## Опис
Біле квадратне полотнище, з центру якого до кутів розходяться зелено-жовті смуги, поділені діагонально. У центрі — малий герб міста.